# Locomotiva SNCF CC 7100
Le locomotive serie CC 7100 delle ferrovie francesi (SNCF) sono state una serie di locomotive elettriche costruite dalla Alsthom derivate dai due prototipi CC 7001 e CC 7002 costruiti nel 1949 che sperimentarono il principio dell'aderenza totale per le motrici con tutte le ruote motrici. Le CC 7100 hanno battuto due volte il record di velocità su rotaia e furono anche esportate in Spagna, Algeria, Cina, URSS, Paesi Bassi e Marocco.

## Storia
Le origini della serie furono i due prototipi CC 7001 e 7002, che univano velocità e forza di traino. Le specifiche prevedevano il traino di treni da 850 tonnellate a 150 km/h con pendenza del 2‰ e a 115 km/h con pendenza dell'8‰. Il carico per asse non deve superare le 22 tonnellate.
Il progetto della Alsthom prevedeva una locomotiva completamente nuova, di tipo CC. con 2 carrelli con tre assi motori ciascuno, realizzata con tecniche elettriche note e collaudate e ricerca dell'alleggerimento. I due prototipi CC 7001 e 7002 entrarono in servizio rispettivamente nel maggio del 1949.
Inizialmente, le ferrovie francesi ordinarono ad Alsthom 43 unità che furono consegnate tra il 1952 e il 1954 e successivamente altre 15 che furono consegnate tra il 1954 e il 1955; queste 58 locomotive sono numerate da CC 7101 a 7158.
La loro linea, riconoscibile dai finestrini laterali circolari, è dovuta alla matita di Paul Arzens ed è stata la prima locomotiva da lui progettata per le ferrovie francesi.

### Primato di velocità
Nel corso degli anni cinquanta, le ferrovie francesi effettuarono degli esperimenti sulla ferrovia ad alta velocità nel corso dei quali alcune locomotive della serie CC 7100 vennero appositamente modificate per potere raggiungere una velocità di gran lunga superiore alla loro normale velocità di servizio. Gli esperimenti hanno fornito preziosi dati di prova alla SNCF per sviluppare servizi regolari sempre più rapidi, inclusi i 200 chilometri all'ora del Mistral del 1967 e, infine, del TGV.
La locomotiva CC 7121 ha battuto il record di velocità su rotaia quando ha raggiunto 243 chilometri all'ora sulla linea principale PLM nei pressi di Vougeot, tra Dijon e Beaune il 21 febbraio 1954. Il 28 marzo 1955 la locomotiva CC 7107 e la locomotiva Bo-Bo BB 9004 raggiunsero entrambe i 331 chilometri all'ora ad alta velocità tra Bordeaux e Dax. Il CC 7107 trainava un treno a tre carrozze con modifiche aerodinamiche per ridurre la resistenza aerodinamica; la macchina in realtà raggiunse una velocità massima reale di 325 km/h a Labouheyre, ma è "ufficialmente" co-detentrice con la BB 9004 del record di velocità su rotaia di 331 km/h, che è la velocità effettivamente raggiunta dalla BB 9004, ma tale velocità venne attribuita alle due macchine per non ledere o favorire alcun costruttore. Nel 1989, per il 150º anniversario delle NS, la macchina andò in Olanda per un'esposizione a Utrecht e ricevette in questa occasione i pantografi di una locomotiva della Serie 1300, versione olandese della CC 7100. Tale macchina è stata ritirata dal servizio attivo nel 1999 ed è stata esposta il 28 maggio 2014 alla Cité du train di Mulhouse e alla Gare de Lyon di Parigi in occasione delle Giornate europee del patrimonio 2015.
Sebbene dal 1990 il record di velocità su rotaia sia stato ripetutamente battuto da convogli ad alta velocità come il TGV francese e i treni InterCityExpress tedeschi, la BB 9004 e la CC 7107 hanno mantenuto il record di velocità tra le locomotiva per oltre 50 anni fino a quando non è stato battuto il 2 settembre 2006 da una locomotiva Siemens Taurus, ÖBB n. 1216 050, che ha ha raggiunto la velocità di 357 chilometri all'ora trasportando un singolo vagone dinamometrico sulla linea ferroviaria ad alta velocità Norimberga-Monaco in Germania.

### Servizio
Le locomotive sono state tutte sottoposte a lavori di restyling all'inizio degli anni ottanta, che hanno visto la rimuozione delle carenature originali e delle luci angolari superiori e la sostituzione dei parabrezza originali e dei gruppi ottici anteriori/posteriori con l'aggiunta di luci rosse vicino ai fari.
Nonostante le loro credenziali ad alta velocità, la serie CC 7100 è stata relegata ai servizi merci poiché locomotive elettriche più moderne, a cominciare dalla serie BB 9200, le hanno sostituite sui servizi passeggeri.
Il loro ritiro dal servizio è iniziato nel 1985 e nel 2001 rimanevano operativi solo cinque esemplari. L'introduzione delle locomotive merci a doppia tensione della serie BB 27000 ha portato al ritiro definitivo di queste ultime locomotive dal servizio regolare.

### Linea della Maurienne
Nel 1958 su alcune locomotive 7100 (7124-7128-7133-7135-7138-7140) furono eseguite modifiche per adeguarle al servizio sulla particolare linea della Maurienne in parte elettrificata con il sistema della terza rotaia; queste macchine, per la loro lunghezza di quasi 19 metri e per i loro sei motori ben si prestavano ad una presa da una terza rotaia parallela al binario, tramite appositi pattini, anche nei tagli di contatto causati dai passaggi a livello.
Le locomotive viaggiavano con pantografi abbassati quando ricevevano l'alimentazione dalla terza rotaia; i pattini che assicuravano l'alimentazione dalla terza rotaia sono stati successivamente rimossi dopo che nel 1976 l'intera linea della Maurienne è stata elettrificata con la catenaria.

## Esportazione
Locomotive del tipo 7100 furono esportate in Spagna (136 esemplari), Olanda (16 esemplari), Algeria (8 esemplari), Marocco (7 esemplari), URSS (50 esemplari) e Cina (26 esemplari, + una seconda serie di 40 esemplari).

Le CC 7100 da esportazione
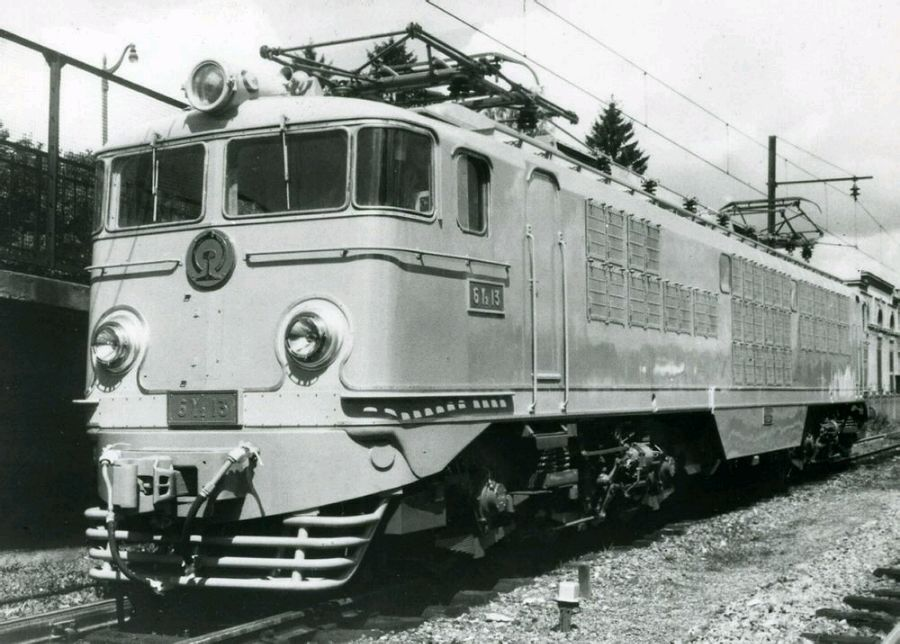
La versione cinese 6Y2. La Cina è stata dopo la Spagna il maggiore acquirente estero
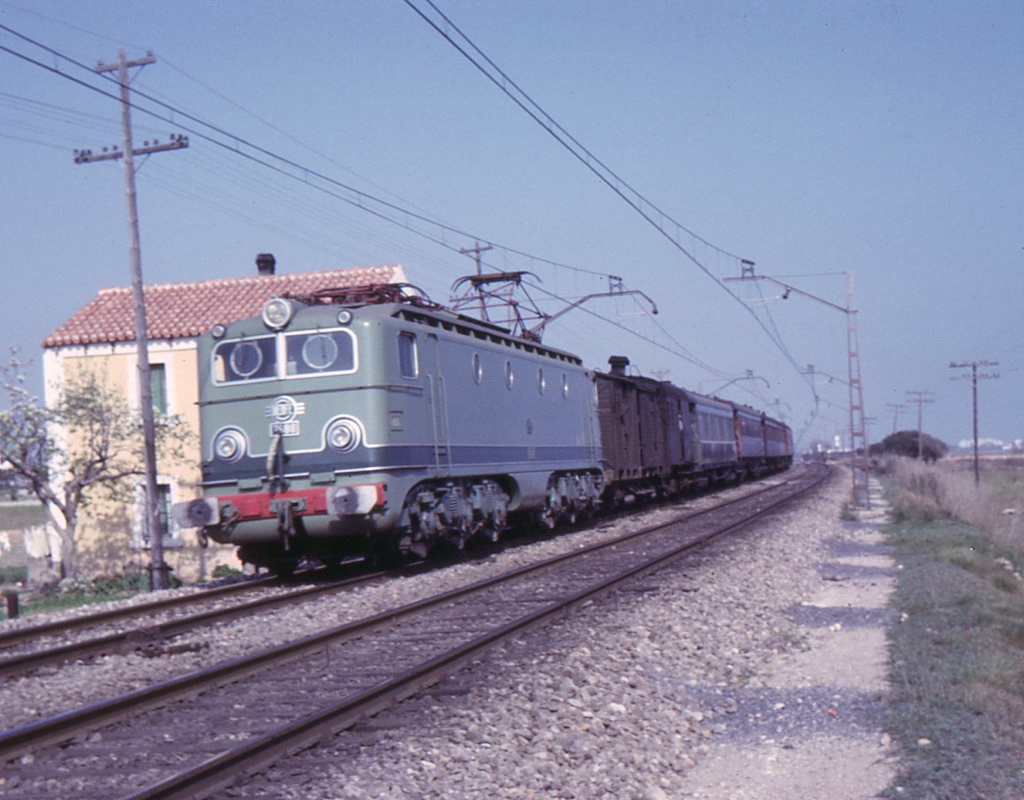
Locomotiva 276, versione spagnola della 7100, tra Barcellona e Tarragona nel 1967
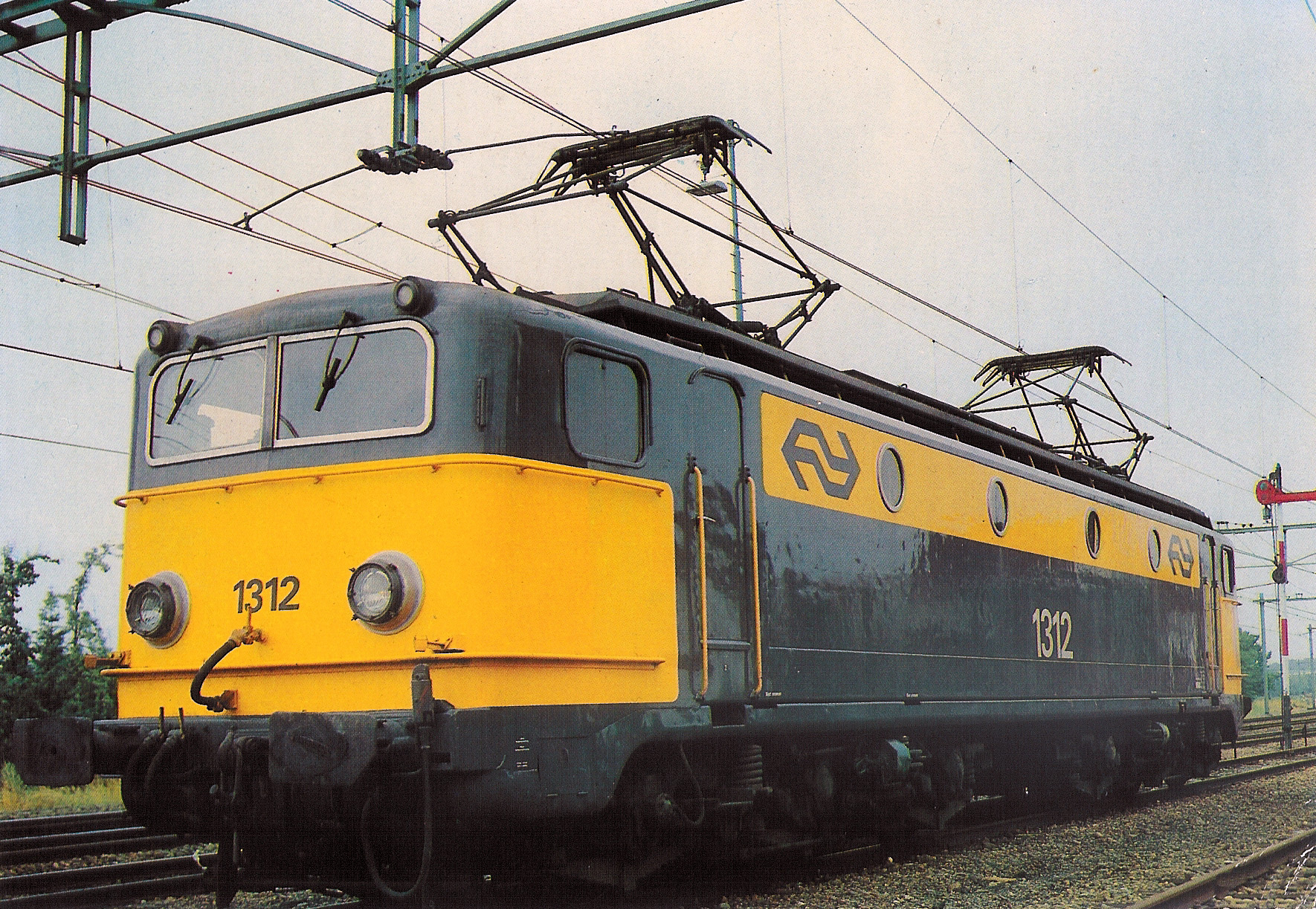
locomotiva olandese 1312 delle NS dove le 7100 hanno costituito la serie 1300

## Esemplari preservati
- CC 7002:[1] Ambérieu-en-Bugey
- CC 7102: Chambéry
- CC 7106: Ambérieu
- CC 7107: Mulhouse presso Cité du train
- CC 7121: Nîmes
- CC 7140: Breil-sur-Roya

Le CC 7100 preservate
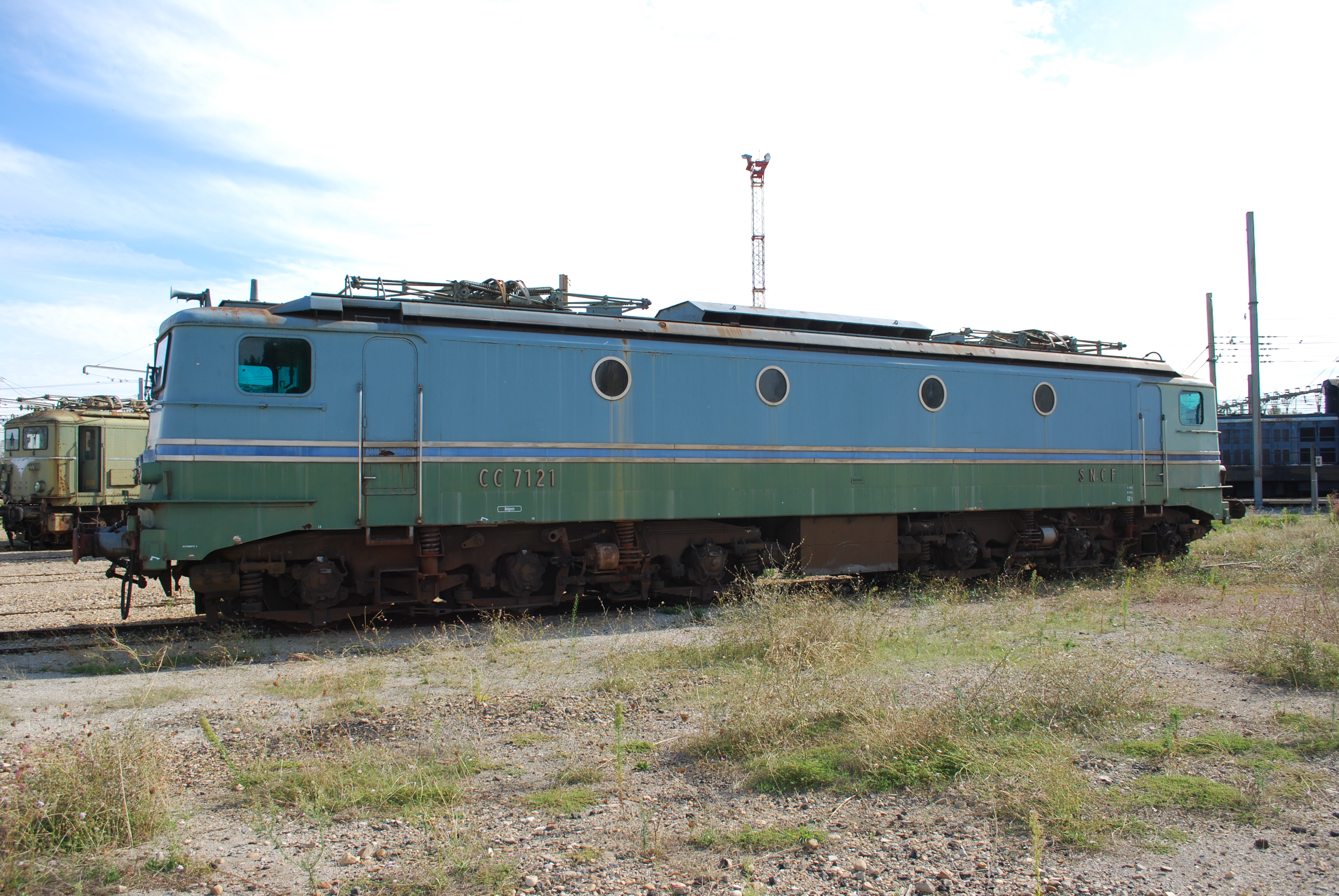
La CC 7121 a Miramas nel 2010
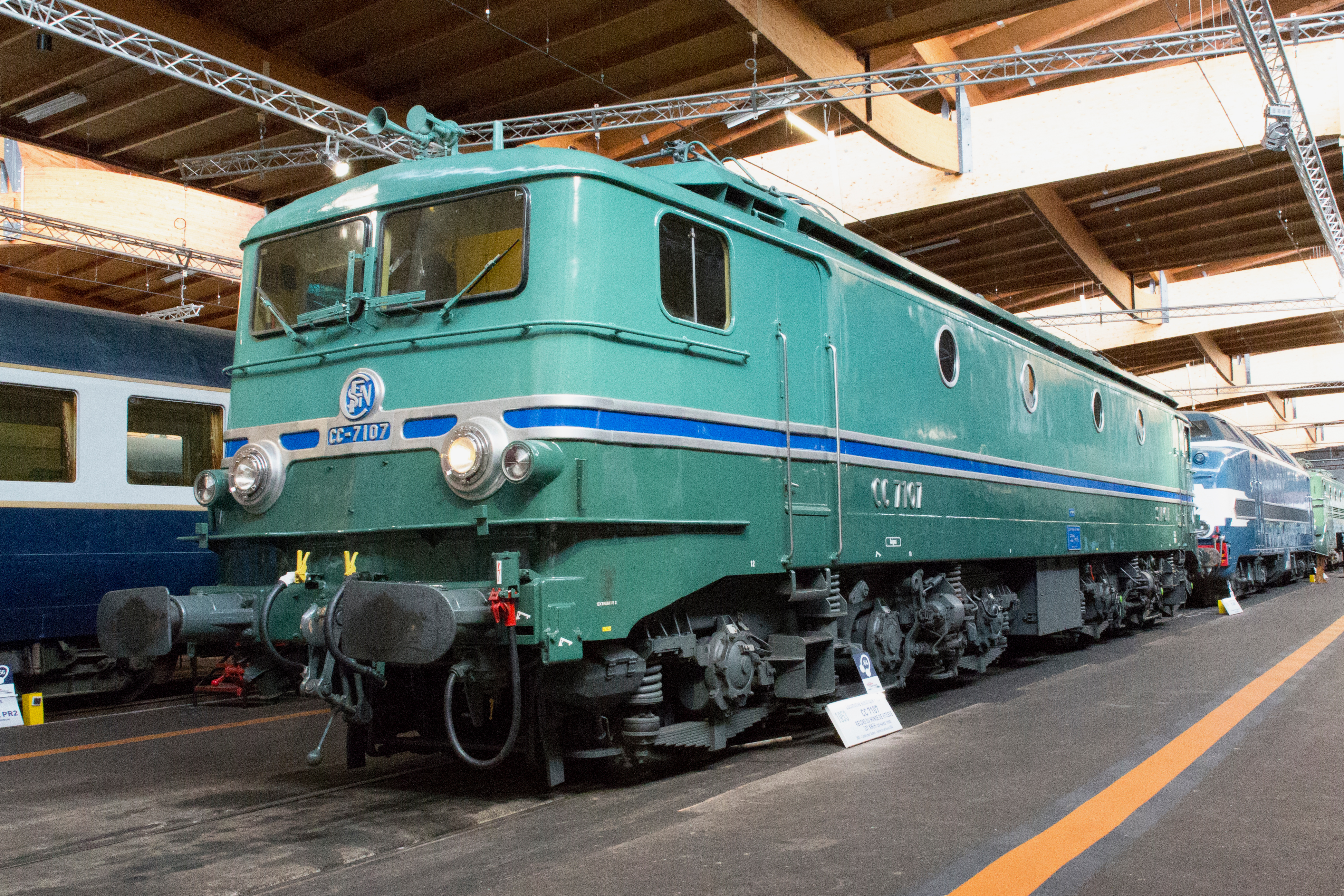
La CC 7107 alla Cité du train.
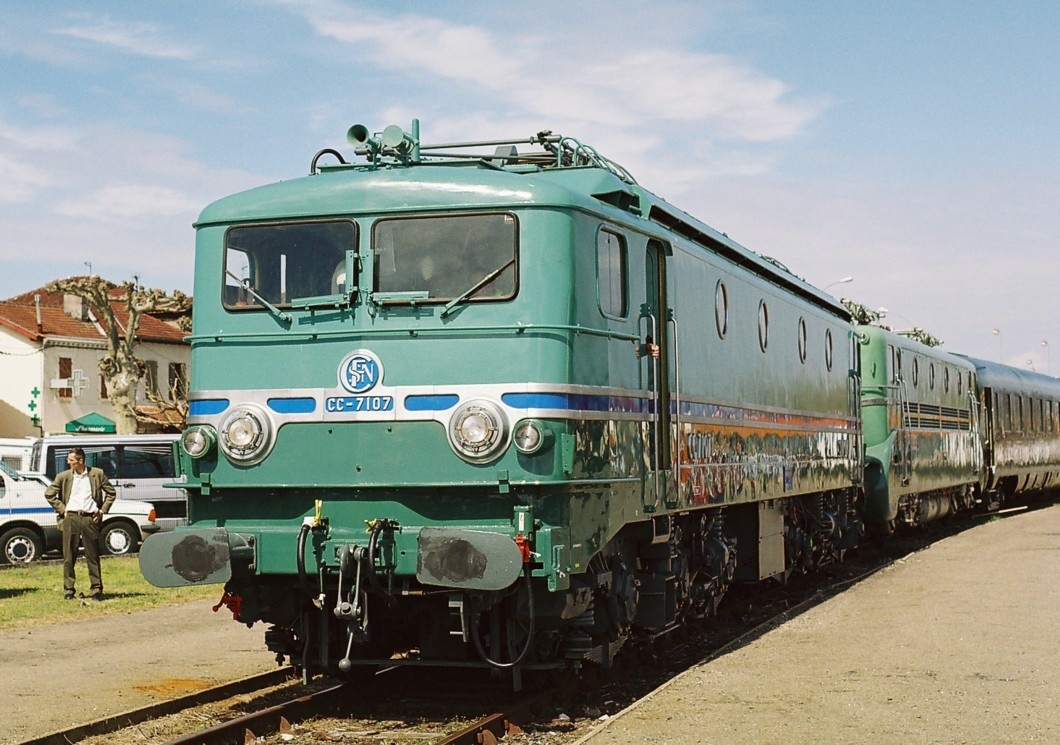
La CC 7107 a Morcenx nel 2005

## Modellismo
La locomotiva CC 7100 è stata riprodotta:
- in scala HO dalle ditte Gérard-TAB, Hornby, Piko, Rivarossi, Electrotren, Jouef e Lima, con quest'ultima che ha riprodotto anche la versione della serie 1300 delle ferrovie olandesi.
- in scala N dalle ditte Arnold e Roco